# Roberto I de Hesbaye
Roberto I de Hesbaye  (Robertus, Rodbertus, Ruodbertus, Rotpertus, Erodbert, nascido por volta de 700, morreu antes 764), filho de um certo Lamberto, conde de Hesbaye e da Nêustria e Austrásia, é nobre da família de Robertianos.

## Biografia
Citado como Conde de Hesbaye em 715, é também em 750 nomeado conde de Worms e de Oberrheingau e um missi em Itália, em 741, 757, 758. É também chamado como Conde Palatino em 741/42. Ele morreu antes de 764.
Ele é um dos seguidores mais próximos de Carlos Martel. A sua intervenção como um missus real com o abade Fulrad de Saint-Denis  é atestada no início do ano 757 nas negociações entre o Papa Estêvão II e o Duque Desidério candidato à coroa Lombarda.
Em 758, o Papa Paulo I, enviou ao rei dos francos Pepino, o Breve uma espada através de seu embaixador Roberto.
Por volta de 730, ele casou-se com Williswinthe, filha do Conde Adalelmo . Ele teve por filhos:
- Cancor († 771), conde fundador da Abadia de Lorsch (Hesse, Alemanha), antepassado do Poponidos[4];
- Turimberto (nascido por volta de 740, morreu em junho de 770 ou após), Conde de Hesbaye, antepassado dos Capetianos, casado com uma mulher de nome desconhecido, e o pai de Roberto II, conde de Hesbaye.